# Грешнево (Московская область)
Грешнево — деревня в Нудольском сельском поселении Клинского района Московской области России.
Население — 19 чел. (2010). До 2006 года Грешнево входило в состав Щекинского сельского округа.
Деревня расположена на юго-западе района, примерно в 23 км к юго-западу от райцентра Клин, на левом берегу реки Здиргиш (левый приток Нудоли), высота центра над уровнем моря 204 м. Ближайшие населённые пункты — Щекино на юге и Сергеевка на западе. У восточной окраины деревни проходит региональная автодорога 46К-0170 Московское большое кольцо — Белозерки.

## Население
| 2002 | 2006 | 2010 |
| ---- | ---- | ---- |
| 10   | ↗12  | ↗19  |